# Cao Bằng (provincie)
Cao Bang is een provincie van Vietnam. Het ligt in het noorden van het land en grenst aan Ha Giang, Tuyen Quang, Bac Kan, Lang Son en aan de Chinese provincie Guangxi. De provincie ligt in de regio Vùng Đông Bắc.

## Aardrijkskunde
Cao Bang ligt om de thị xã Cao Bằng heen. Het grootste deel van de provincie is bergachtig en slechts een klein deel is bewoonbaar. Er is ook heel wat bebossing. De gemiddelde temperatuur bedraagt 22°C, maar in de winter is het op sommige plaatsen koud genoeg voor sneeuw. De waterval van Ban Gioc (thác Bản Giốc) behoort tot de bekendste bezienswaardigheden van de provincie.

## Districten
Bao Lac, Bao Lam, Ha Quang, Thong Nong, Tra Linh, Trung Khanh, Nguyen Binh, Hoa An, Phuc Hoa, Quang Uyen, Ha Lang en Thach An

## Economie
Cao Bang is relatief arm, vergeleken met andere Vietnamese provincies. Het grootste deel van de economie steunt op land- en bosbouw, al zijn er ook andere industrieën. Scholen en ziekenhuizen zijn niet allen in de beste staat, maar dit is aan het verbeteren. Ook de mogelijkheden voor transport waren eens een belangrijk probleem, maar door de aanleg van nieuwe wegen is ook dit erop vooruitgegaan.

## Bevolking
De provincie wordt bewoond door heel wat verschillende etnische minderheden, waaronder de belangrijkste: Tay, Dao en Hmong.

## Geschiedenis
Door haar ligging dicht bij China, heeft de provincie een bewogen geschiedenis achter de rug, waarin ze verscheidene keren van overheerser is veranderd. Later werd Cao Bang een belangrijk centrum voor nationalisten na de verovering van Vietnam door de Fransen en toen waren er veel onafhankelijkheidsgroeperingen met basissen in de bergen. De Communistische Partij van Vietnam had er eveneens haar basis, beschermd door het ruwe terrein.